# North East (Maryland)
North East és una població dels Estats Units a l'estat de Maryland. Segons el cens del 2000 tenia 2.733 habitants.

## Demografia
Segons el cens del 2000, North East tenia 2.733 habitants, 1.081 habitatges, i 701 famílies. La densitat de població era de 667,9 habitants per km².
Dels 1.081 habitatges en un 36,4% hi vivien nens de menys de 18 anys, en un 42,4% hi vivien parelles casades, en un 16,7% dones solteres, i en un 35,1% no eren unitats familiars. En el 27,8% dels habitatges hi vivien persones soles el 10,5% de les quals corresponia a persones de 65 anys o més que vivien soles. El nombre mitjà de persones vivint en cada habitatge era de 2,52 i el nombre mitjà de persones que vivien en cada família era de 3,04.
Per edats la població es repartia de la següent manera: un 29,2% tenia menys de 18 anys, un 10,1% entre 18 i 24, un 31,7% entre 25 i 44, un 18,3% de 45 a 60 i un 10,7% 65 anys o més.
L'edat mediana era de 31 anys. Per cada 100 dones de 18 o més anys hi havia 87,9 homes.
La renda mediana per habitatge era de 39.563 $ i la renda mediana per família de 39.417 $. Els homes tenien una renda mediana de 34.545 $ mentre que les dones 26.768 $. La renda per capita de la població era de 18.287 $. Entorn del 14,9% de les famílies i el 15,2% de la població estaven per davall del llindar de pobresa.

## Poblacions més properes
El següent diagrama mostra les poblacions més properes.